# Mullusoge, Somvarpet
Mullusoge là một làng thuộc tehsil Somvarpet, huyện Kodagu, bang Karnataka, Ấn Độ.